# Cristina Spinola
Cristina García Spínola de Brito (Las Palmas de Gran Canaria, 27 de juny de 1976) és una periodista, esportista, reportera de televisió, escriptora i youtuber canària. Va ser la primera dona espanyola a fer la volta al món en bicicleta sense suport tècnic i sense pauses, i la primera hispana a remar en solitari el Mar de Cortés en el Golf de Califòrnia, Mèxic.

## Trajectòria
Cristina García Spínola va néixer en 1976 a Las Palmas de Gran Canaria, capital de la província de Las Palmas, Espanya. Es va graduar en periodisme a la Universidad Complutense de Madrid en 1999. De 1994 a 1998 va exercir de periodista a la Província - Diari de Las Palmas. De 1999 a 2009 va ser reportera i presentadora a Antena 3 TV, TVE i Televisió Canària.
A Televisió Espanyola va començar el seu activisme pels drets de les dones. En 2005 presentava un programa sobre successos on la majoria dels casos eren de violència de gènere i molt brutals. Durant la seva feina, es va adonar que la seva vocació periodística havia d'anar acompanyada d'un compromís social i va començar a fer campanya en pro dels drets de les dones, amb bicicleta. L'any 2005 va viatjar en solitari amb bicicleta per les set illes canàries amb "La ruta per la igualtat", iniciativa que li va permetre recórrer a pedals les set illes canàries, des d'El Hierro fins a Lanzarote promulgant la igualtat de gènere. Aquesta aventura va finalitzar amb la publicació del llibre, Sola, Ruta per la Igualtat, (2006) i va obrir la seva perspectiva d'un viatge de més envergadura sota el mateix lema. La seva experiència de desenvolupament personal, sobre com va vèncer els seus límits per donar el primer pas i llançar-se a viure viatjant, el narra en el seu llibre Taller de Felicidad, Claves para Crear la Vida que Quieres (2016). En el seu últim llibre Sola en Bici, Soñé Grande y Toqué el Cielo amb bici (2018) explica la seva volta al món amb bicicleta, la majoria en solitari, que va tenir lloc entre 2014 i 2017 i que li va portar a recórrer 27 països i prop de 30.000 km.

### Volta al món en bicicleta

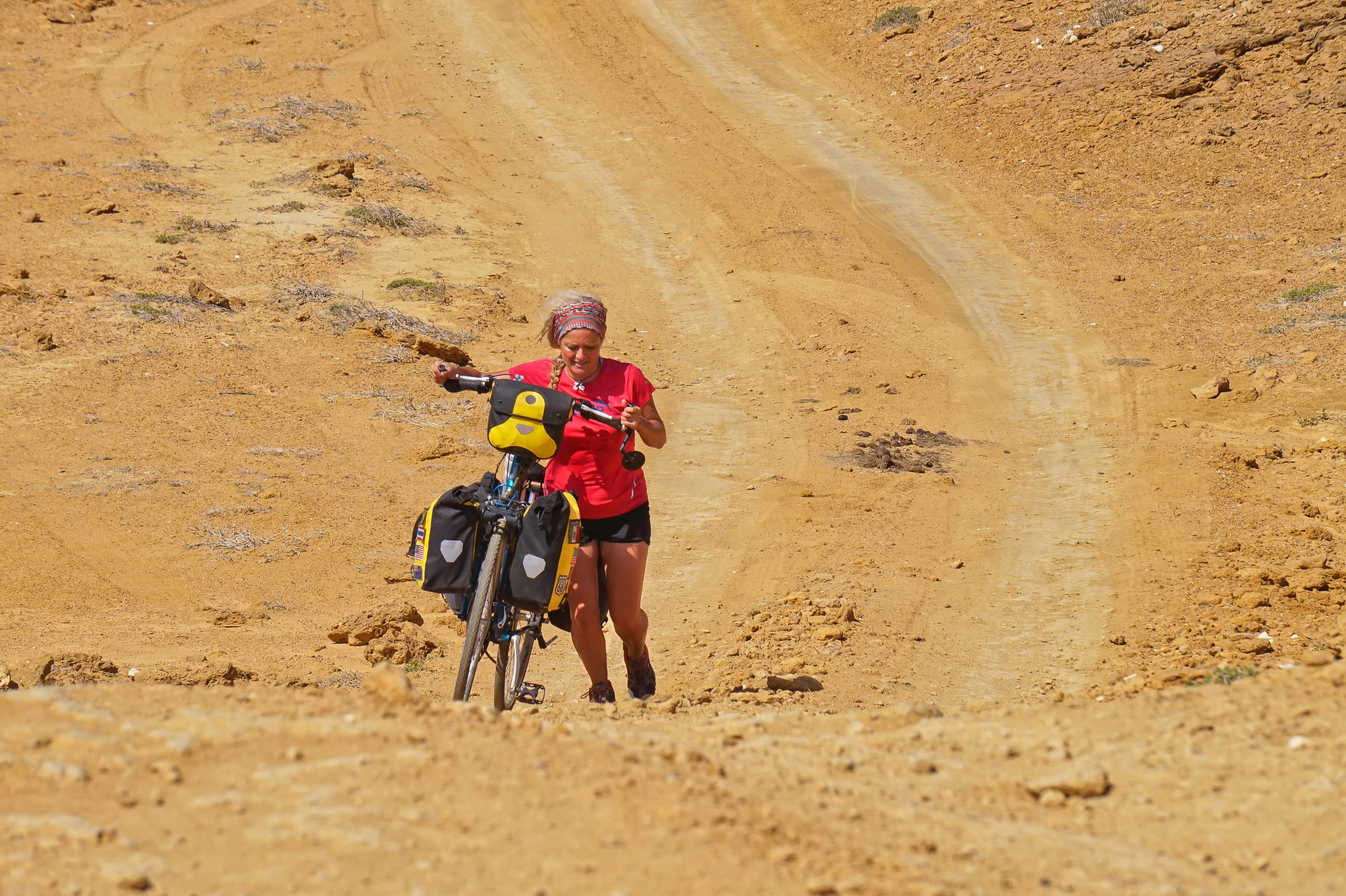
Punta Gallinas, Península de La Guajira, Colombia. 2015

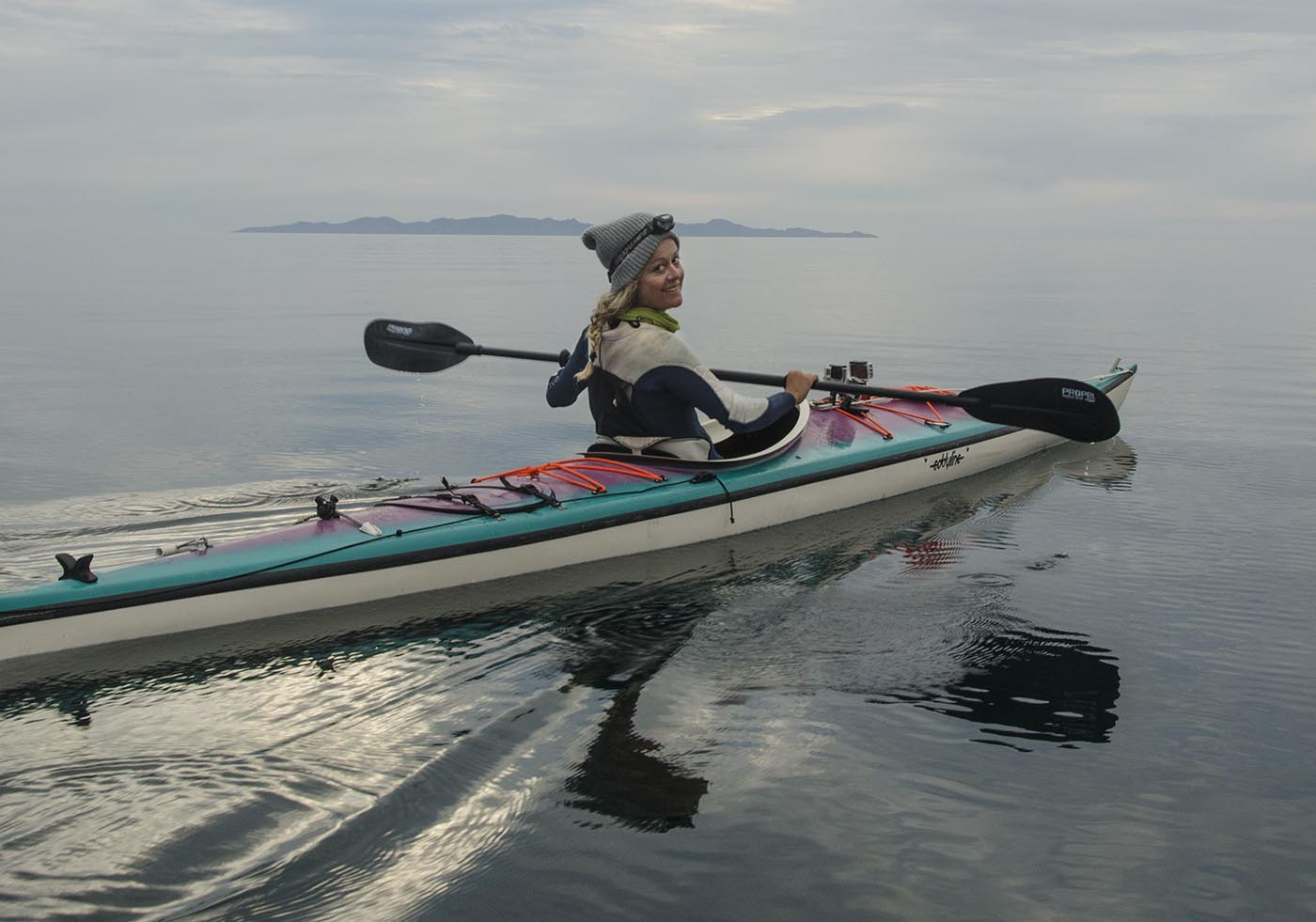
45 Dies Sola en Caiac pel Mar de Cortès, Mèxic

El març de 2014 va volar a Sud-àfrica amb la seva bicicleta en una caixa. Des d'allà va començar a pedalar tot l'Est d'Àfrica fins a Etiòpia, passant per Moçambic, Malawi, Tanzània i Kenya. A Addis Abeba va agafar un avió – i com no anava amb un home, a Aràbia Saudita no li van donar el visat necessari per creuar per Orient Mitjà-. Va creuar l'Oceà Índic fins a Bombai, creuar l'Índia fins a Nepal; d'aquí al Sud-est Asiàtic, després Singapur, Indonèsia, Nova Zelanda… i d'aquí a Los Angeles. Des de Los Angeles a l'Estret de Magallanes, Cristina Spinola va trigar tres anys i un mes.
La finalitat del viatge de Cristina era promocionar la igualtat entre homes i dones i l'apoderament de la dona en totes les esferes de la societat. Desitja ser la inspiració que necessiten moltes dones per desfer-se de les cadenes imposades per la societat en la qual vivim, de tal forma que les úniques cadenes presents en les seves vides siguin les de les seves bicicletes. Cristina Spínola en el seu recorregut pel món amb bicicleta va patir molts perills: va escapar a un intent de violació, a un atac amb matxet, li van apuntar amb un rifle i, malgrat tot, va seguir pedalejant en aquesta aventura amb una única meta: lluitar per la igualtat entre homes i dones. El 21 d'abril de 2017 va finalitzar amb èxit a Ushuaia, Argentina, el seu repte de ser la primera espanyola a fer la volta al món amb bicicleta sense suport tècnic i sense treva, pedalejant durant tres anys i un mes per 27 països i recorrent 30.000 km.
A la fi de desembre de 2017, Spínola emprèn un altre gran repte, recórrer la península de Baixa Califòrnia de nord a sud en solitari a bord d'un caiac. La seva intenció era completar aquesta aventura en dos mesos, però el mal temps i l'escassetat d'aigua li van portar a acabar el periple en tres mesos, durant 45 dies de navegació. Una aventura, amb la que no va comptar amb suport tècnic, i que li va portar a remar 800 km de costa completament sola, pernoctant aleatòriament en el litoral de la península mexicana i enfrontant-se a l'escassetat d'aigua i menjar a la desèrtica zona. En l'actualitat l'aventurera espanyola última la propera publicació sobre aquesta nova aventura per mar amb data encara per determinar.
- Sola, Ruta per la Igualtat, (Cabildo de Gran Canària, 2006).[2]
- Taller de Felicidad, Llaves para Crear la Vida que Quieres (Autoedició en Amazon, 2016).[12]
- Sola en bici, (Edicions Casiopea, 2018).

## Premis i reconeixements
- Diploma Instituto de la Juventud de Méjico DF, 2015.
- Reconeixement a la Universidad Internacional de La Paz pel seu treball en defensa dels drets de la dona a Mèxic, 2015.
- Premi "40 Anys de la Revista Viatjar ".[13][14][15]